# Pierre Idrac
Pour les articles homonymes, voir Idrac.
Pierre Idrac, né le 14 février 1885 à Paris 9e et mort le 17 juin 1935, est un météorologue et physicien français. Polytechnicien, chef de travaux à l'école des Mines de Paris, docteur ès sciences, physicien de renom, il accompagna Charcot dans ses campagnes comme météorologue. Avec Robert Bureau, il est considéré comme l'un des pères du radiosondage et pour avoir généralisé l'utilisation des ballons-sondes.

## Biographie
Pierre Idrac est le fils du sculpteur Jean-Antoine-Marie Idrac (1849-1884) et de Cécile Ballu (1860-1922), et le neveu de l'architecte Albert Ballu. 

### Études
Idrac, élève boursier de l'École polytechnique (1905-1907),, se consacre ensuite à l'astronomie et entre à l'Observatoire de Paris (Meudon) en 1909 comme astronome libre et étudie dès sa licence la topographie de la planète Mars. Il contribue en 1909 aux travaux de l'astronome Eugène Antoniadi sur l'inexistence de canaux martiens. Il s'oriente ensuite vers l'astrophysique avec la spectroscopie et la photographie des comètes et étoiles nouvelles et en fait son sujet de thèse de doctorat en 1921 : la composition chimique des nébuleuses gazeuses.
En 1910, il se tourne vers la physique et devient préparateur de physique à l'Ecole Polytechnique et en 1911 étudie les irrégularités observées du magnétisme terrestre. À l'occasion d'une traversée de l'Atlantique, pour un Congrès d'astronomie, son attention est attirée par le vol des mouettes à l'arrière du navire et en 1912, alors qu'il est chef des travaux à l'école des mines de Paris (poste qu'il occupera jusqu'en 1930), il entreprend l'étude du vol des oiseaux. Pour ce faire, il utilise des petits ballons pour étudier les remous à l'arrière des
navires, du Nord de la Norvège au Spitzberg. À la même époque meurt Léon Teisserenc de Bort, pionnier du sondage atmosphérique.
Durant la séance du 26 juin 1908, il est nommé membre de la société française d'archéologie.
Pierre Idrac est attaché le 1er novembre 1912 à l'Ecole des mines de Paris où il devient chef de travaux pratiques de métallurgie générale et de chimie industrielle.

### Première Guerre mondiale
En 1914, alors chef de travaux de physique à l'École Polytechnique, il est mobilisé pour la Première Guerre mondiale comme lieutenant d'artillerie, puis commandant d'une compagnie d'aérostiers. En 1917, il est attaché au Service météorologique militaire créé l'année précédente par Philippe Schereschewsky, puis à la Direction des Inventions, des Etudes et des Expériences techniques dirigé par Edmond Rothé. Il se consacre à ce poste aux mesures aérologiques pour les corrections des tirs d'artillerie.
Rothé avait imaginé de mesurer le vent en altitude en utilisant de petits ballons captifs emportant un anémomètre à palettes alimenté par des piles et transmettant en continu ses indications au sol par deux fils électriques. Mais la masse de l'ensemble rendait la charge trop grande pour le ballon. Pour pallier cet inconvénient, Idrac s'oriente vers la transmission des indications fondée sur des oscillations électriques : le câble métallique de traction du ballon servirait en même temps de support à la transmission. Les démonstrations pour le commandement militaire furent effectués le 30 septembre 1917, à Suippes et à Souain dans la Marne. Par la suite, d'autres instruments furent essayés pour la direction du vent, la pression, température, etc. par Idrac ou d'autres expérimentateurs.  
Le principe de la radiosonde venait d'être posé et dès cette époque Pierre Idrac pense, selon Rothé, aux sondages à très haute altitude mais il faudra attendre la fin de la guerre pour les voir se réaliser. En janvier 1918, à la demande de la Commission supérieure d'artillerie, Idrac et Rothé engagent une étude sur l'utilisation du cerf-volant pour la mesure du vent. Pierre Idrac reprend ainsi les recherches commencées 20 ans plus tôt par Teisserenc de Bort sur un « cerf-volant anémomètre » permettant de mesurer la vitesse du vent par la traction et l'inclinaison du câble. Il en poursuit la mise au point et le 15 avril 1918, il rédige un rapport présenté à la sous-commission d'aérologie de la commission d'artillerie : l'emploi du cerf-volant en soie ultra léger est adopté et quelques exemplaires mis à l'essai. Il est décoré de la Croix de guerre

### Après-guerre
De 1919 à 1926, il reprend les études du vol des oiseaux marins qui le conduisent dans la colonie française d'Afrique de l'Ouest, puis dans les régions polaires australes, et enfin, avec le commandant Charcot jusqu'aux îles Hébrides, Féroé, Jan Mayen et à l'Islande pour étudier le vol des pétrels et du fou de Bassan. Ces observation l'amènent à établir l'hypothèse d'une composante ascendante de l'air produite soit par la rencontre du vent avec les falaises côtières ou à l'arrière de navires en marche (ascendance dynamique), soit par l'action du sol surchauffé sur les couches d'air supérieures (ascendance thermique). 
Le 9 juillet 1923, il devient chef hors classe de travaux pratiques de physique et de chimie industrielle à l'Ecole des mines de Paris. 
Il reproduit en laboratoire les effets convectifs de ces ascendances thermiques et fournit l'explication des
nuages en bandes parallèles et équidistantes du type rotor, en opposition à la théorie d'Hermann von Helmholtz. Il mène son étude à l'aide d'anémomètres du type Pitot-Venturi associés à des manomètres enregistreurs, de girouettes à transmission électrique, de banderoles spéciales observées avec un viseur, d'un thermomètre de sa conception et d'un viseur enregistreur pour l'étude de la houle. Il semble que ce soit là le premier pas vers la mise en évidence des liaisons océan-atmosphère et qui seront reprises 10 ans plus tard par l’École norvégienne de Jacob Bjerknes.
Par la suite, il coopère dans le sud Algérien avec le Commandant R. Lepetit, inventeur d'un théodolite enregistreur, à des observations sur les ascendances thermiques. L'Office National des Recherches et Inventions soutenait l'action d'Idrac qui trouve alors les principes sur lesquels est basé le vol thermique des oiseaux et cherche à résoudre le problème du vol-à-voile de l'albatros qui serviront plus tard au planeur réussi pour la première fois en avril 1928 par Johanes Nehring.
En 1925, il est nommé Chef de l'Observatoire de Trappes, par le Général Delcambre, directeur de l'Office national de météorologie (aujourd'hui Météo-France). Au début de 1927, pour étendre ses recherches sur l'électricité atmosphérique, Idrac demande à Robert Bureau, alors chef du Service des transmissions de l'ONM s'il serait possible de réaliser un enregistreur de parasites atmosphériques qu'il considérait comme le prolongement de l'électricité atmosphérique. Cet échange de vues les conduit à remettre à plus tard une telle expérience car l'étude de la répartition moyenne des atmosphériques et celle de leur simultanéité entre le sol et l'altitude étaient irréalisables par ballon-sonde, mais ainsi débute leur collaboration sur le radiosondage. Le 8 mars 1927, pour la première fois, on reçoit simultanément en plusieurs points, en France, les signaux sur ondes courtes émis dans la stratosphère par le ballon-sonde lancé depuis l'Observatoire aérodynamique de Trappes. Cette expérience visait à vérifier la possibilité de recevoir avec régularité une émission très faible quelle que soit l'altitude et sans incidence de réflexion de la tropopause et, d'autre part, pour appliquer la radio aux sondages météorologiques.
Le 28 juillet 1928, un arrêté prenant effet pour le 1er janvier 1928, dédoublant le poste de chef de travaux pratiques de physique et de chimie industrielle de l'Ecole des mines de Paris en deux postes distincts de chef de travaux pratiques à titre d'occupation accessoire, l'un de physique et l'autre de chimie industrielle et chargeant M. Idrac de ces deux nouveaux postes. Pierre Idrac n'est plus chef hors classe de travaux pratiques de physique et de chimie industrielle
Le 25 juillet 1930, il démissionne du poste de chef de travaux pratiques de physique à l'Ecole des mines de Paris
De 1931 à 1934, il améliore son instrumentation destinée à l'étude des températures et des composantes verticales
et horizontales des courants sous-marins à l'institut océanographique de Monaco, dans les eaux du golfe de Villefranche, dans les laboratoires maritimes de Concarneau et de Saint-Servan ainsi qu'au voisinage d'Algésiras.
En juin 1934, Pierre Idrac est nommé professeur à la chaire d'Océanographie physique à l'Institut océanographique. Il décède le 17 juin 1935, à l'âge de 50 ans, des suites d'une gangrène contractée lors d'une campagne scientifique au Pôle Sud. Il est inhumé au cimetière du Père-Lachaise (74e division).

### Œuvres
- Etudes expérimentales sur le vol à voile, thèse soutenue à la Faculté des sciences de Paris, 1921.
- Etudes expérimentales sur le vol à voile, édition de "l'Aérophile, revue technique et pratique des locomotives aériennes", 1922.
- Etude sur les conditions d'ascendance du vent favorable au vol à voile, éditeur Etienne Chiron, 1923
- Etude expérimentale et analytique du vol sans battements des oiseaux voiliers des mers australes de l'Alatros en particulier, La technique aéronautique, 1924
- Le vol des albatros : observations et expériences au cours d'une mission d'études dans les mers polaires sud, Extrait de "Recherches et inventions", revue de l'Office national des recherches scientifiques et industrielles et des inventions, numéro 110, mars 1925
- Recherches sur le champ électrique de l'atmosphère aux grandes altitudes à l'Observatoire de Trappes, Gauthier-Villars, 1928, F-L Vivien, 1931

### Aspect physique
Durant ses études à l'Ecole Polytechnique (1905-1907), Pierre Idrac est décrit comme ayant des cheveux bruns, un front ordinaire, un nez long, des yeux noirs, une bouche moyenne, un menton allongé et un visage ovale pour une taille de 1 mètre 71.

### Vie privée
Pierre Idrac se maria le 30 juin 1913 à Reims  avec Paule d'Izarny-Gargas (1896-1986) et eut quatre enfants : Jean (1914-2011), François (1916-1963), Cécile Idrac (1917-1949) et Hélène.